# Olympische Jugend-Sommerspiele 2010/Teilnehmer (Slowenien)
| Gelbes Symbol für Goldmedaillen mit stilisierten Olympischen Ringen | Graues Symbol für Silbermedaillen mit stilisierten Olympischen Ringen | Braundes Symbol für Bronzemedaillen mit stilisierten Olympischen Ringen |
| ------------------------------------------------------------------- | --------------------------------------------------------------------- | ----------------------------------------------------------------------- |
| 2                                                                   | —                                                                     | 1                                                                       |

Die Jugend-Olympiamannschaft aus Slowenien für die I. Olympischen Jugend-Sommerspiele vom 14. bis 26. August 2010 in Singapur bestand aus 24 Athleten.

## Athleten nach Sportarten

### Bogenschießen
| Mädchen - Brina Božič | Jungen - Gregor Rajh Silber Doppel (mit Zoi Paraskevopoulou Griechenland) |

### Judo
Mädchen
- Urška Potočnik
Bronze  Klasse bis 78 kg

### Kanu
| Mädchen - Ajda Novak | Jungen - Simon Brus Gold Kajak-Einer Slalom |

### Leichtathletik
| Mädchen - Maruša Mišmaš - Eva Vivod | Jungen - Žan Rudolf - Jaka Žulič |

### Radsport
Mixed
- Nika Kožar
- Urban Ferenčak
- Doron Hekič
- Rok Korošec

### Rudern
| Mädchen - Tarin Čokelj | Jungen - Grega Domanjko - Jure Grace Gold Zweier ohne Steuermann |

### Schwimmen
| Mädchen - Tjaša Vozel - Tina Meža - Katja Hajdinjak | Jungen - Aleks Koštomaj |

### Segeln
| Mädchen - Eva Peternelj | Jungen - Žan-Luka Zelko |

### Tischtennis
Mädchen
- Alekseja Galič

### Triathlon
Mädchen
- Monika Oražem